# Typhlops rajeryi
Typhlops rajeryi là một loài rắn trong họ Typhlopidae. Loài này được Renoult & Raselimanana mô tả khoa học đầu tiên năm 2009.